# Jovane Cabral
Jovane Eduardo Borges Cabral (Assomada, 14 giugno 1998) è un calciatore capoverdiano, attaccante dell'Estrela Amadora e della nazionale capoverdiana.
Nell'estate del 2019 viene indicato dall'UEFA come uno dei 50 giovani più promettenti per la stagione 2019-2020.

## Biografia
È nato ad Assomada, nelle isole Sotavento e possiede il passaporto portoghese.

## Caratteristiche tecniche
È un'ala sinistra molto rapida e dotata tecnicamente.

## Carriera

### Club

#### Gli Inizi
Jovane Cabral è arrivato alla base giovanile dello Sporting Lisbona all'età di 16 anni, provenendo dal Grémio Nhágar, club capoverdiano dove gioca dall'età di 10 anni, rimanendo 6 stagioni.

#### Sporting B
Il 20 agosto 2016, ha esordito con la squadra B dalla riserva, entrando in campo al 61º minuto di una sconfitta per 4–2 contro l'AD Fafe in LigaPro. Il suo primo gol in campionato il 19 marzo 2017, su punizione, nella vittoria per 2-1 sul Leixões. Anche quella stagione, ha anche aiutato la squadra Under 19 dello Sporting a vincere il campionato nazionale giovanile.

#### Sporting
Cabral è stato promosso in prima squadra da Jorge Jesus nel 2017 per la pre-stagione, ma alla fine sarebbe tornato nella squadra Under 19. Ha esordito il 12 ottobre, sostituendo Mattheus Oliveira negli ultimi 12 minuti della vittoria per 4–2 sull'ARC Oleiros nel 3º turno della Coppa di Portogallo.
Cabral ha segnato il suo primo gol ufficiale con lo Sporting il 1 settembre 2018, nella vittoria per 1-0 sul Feirense, in una partita valida per il primo campionato. Il 3 dicembre, nella prima partita guidata dal nuovo allenatore Marcel Keizer, Jovane ha segnato un tiro in porta da 20 metri, chiudendo il punteggio di 3-1 sul Rio Ave all'Estádio dos Arcos. Alla fine della stagione, il suo obiettivo è stato eletto come il gol più bello della Primeira Liga 2018-2019.
Il 26 giugno, ha segnato due gol nella vittoria per 3-1 sul Belenenses.
Nel giugno 2020, dopo lo stop al ritorno dei campionati a causa della pandemia di COVID-19, Cabral ha segnato quattro gol in tre partite consecutive e una doppietta nella vittoria per 3-1 sul Belenenses il 26 giugno. Grazie alla sua prestazione, è stato nominato Giocatore del mese della lega. Il 19 gennaio, dopo aver sostituito Tiago Tomás, nel 2º tempo, Cabral ha segnato i 2 gol nella vittoria per 2-1 contro l'FC Porto in semifinale di Coppa di Lega.
Nella stagione 2020-2021 segna 8 gol totali in 29 presenze, vincendo il campionato portoghese.
Il 31 luglio, segna il primo gol dello Sporting nella vittoria per 2-1 sul Braga, contribuendo a vincere la Supercoppa di Portogallo. Nel 2º turno della Primeira Liga contro il Braga, ha segnato il 1° gol del suo club nella partita e ha fornito un assist a Pedro Gonçalves per segnare il 2°, con i leoni che lo hanno vinto 2–1.

#### Prestiti alla Lazio, Salernitana e Olympiakos
Il 31 gennaio 2022, ultimo giorno di mercato invernale, si trasferisce in prestito per sei mesi con diritto di riscatto, alla Lazio. Esordisce con la maglia biancoceleste il 17 febbraio successivo, in occasione della sfida di andata dei Play-Off di Europa League contro il Porto, entrando al minuto 83 al posto di Pedro. Tre giorni dopo esordisce in Serie A nel pareggio per 1-1 contro l'Udinese.. Il 16 maggio per la prima volta viene inserito nella lista dei titolari della Lazio, per la partita di campionato contro la Juventus, terminata 2-2. Il 21 maggio segna la sua prima rete in Serie A con la maglia della Lazio, nella partita pareggiata per 3-3 contro l'Hellas Verona, diventando il primo capoverdiano a realizzare un gol nel massimo campionato italiano.
A fine stagione non viene riscattato dalla Lazio e torna a Lisbona.
Dopo una stagione in cui ha trovato poco spazio allo Sporting, il 24 agosto 2023 viene ceduto in prestito alla Salernitana. Quattro giorni dopo fa il suo secondo esordio in Serie A, nella partita casalinga contro l'Udinese, subentrando ad Erik Botheim nel secondo tempo. Il 22 settembre segna la sua prima rete con i campani nel pareggio casalingo contro il Frosinone (1-1).
Il 1º febbraio 2024 rientra dal prestito dalla Salernitana in anticipo e, contestualmente, lo Sporting lo cede nuovamente a titolo temporaneo, questa volta ai greci dell'Olympiacos.

### Nazionale
Ha esordito con la nazionale capo verdiana il 28 marzo 2017 in occasione di un'amichevole vinta 2-0 contro il Lussemburgo.

## Statistiche

### Presenze e reti nei club
Statistiche aggiornate al 17 maggio 2025.
| Stagione                  | Squadra                   | Campionato                | Campionato | Campionato | Coppe nazionali | Coppe nazionali | Coppe nazionali | Coppe continentali | Coppe continentali | Coppe continentali | Altre coppe | Altre coppe | Altre coppe | Totale | Totale |
| Stagione                  | Squadra                   | Comp                      | Pres       | Reti       | Comp            | Pres            | Reti            | Comp               | Pres               | Reti               | Comp        | Pres        | Reti        | Pres   | Reti   |
| ------------------------- | ------------------------- | ------------------------- | ---------- | ---------- | --------------- | --------------- | --------------- | ------------------ | ------------------ | ------------------ | ----------- | ----------- | ----------- | ------ | ------ |
| 2016-2017                 | Sporting Lisbona B        | SL                        | 20         | 1          | -               | -               | -               | -                  | -                  | -                  | -           | -           | -           | 20     | 1      |
| 2017-2018                 | Sporting Lisbona B        | SL                        | 14         | 1          | -               | -               | -               | -                  | -                  | -                  | -           | -           | -           | 14     | 1      |
| Totale Sporting Lisbona B | Totale Sporting Lisbona B | Totale Sporting Lisbona B | 34         | 2          |                 | -               | -               |                    | -                  | -                  |             | -           | -           | 34     | 2      |
| 2017-2018                 | Sporting Lisbona          | PL                        | 0          | 0          | TP+TL           | 1+0             | 0               | UCL+UEL            | 0                  | 0                  | -           | -           | -           | 1      | 0      |
| 2018-2019                 | Sporting Lisbona          | PL                        | 18         | 2          | TP+TL           | 4+2             | 0               | UEL                | 7                  | 2                  | -           | -           | -           | 31     | 4      |
| 2019-2020                 | Sporting Lisbona          | PL                        | 16         | 6          | TP+TL           | 0+1             | 0               | UEL                | 3                  | 0                  | ST          | 0           | 0           | 20     | 6      |
| 2020-2021                 | Sporting Lisbona          | PL                        | 24         | 5          | TP+TL           | 1+3             | 1+2             | UEL                | 1                  | 0                  | -           | -           | -           | 29     | 8      |
| 2021-gen. 2022            | Sporting Lisbona          | PL                        | 10         | 1          | TP+TL           | 2+1             | 1+0             | UCL                | 3                  | 0                  | ST          | 1           | 1           | 17     | 3      |
| feb.-giu. 2022            | Lazio                     | A                         | 3          | 1          | CI              | 0               | 0               | UEL                | 1                  | 0                  | -           | -           | -           | 4      | 1      |
| 2022-2023                 | Sporting Lisbona          | PL                        | 4          | 0          | TP+TL           | 1+4             | 0               | UCL                | 1                  | 0                  | -           | -           | -           | 10     | 0      |
| Totale Sporting Lisbona   | Totale Sporting Lisbona   | Totale Sporting Lisbona   | 72         | 14         |                 | 20              | 4               |                    | 15                 | 2                  |             | 1           | 1           | 108    | 21     |
| 2023-gen. 2024            | Salernitana               | A                         | 12         | 1          | CI              | 1               | 1               | -                  | -                  | -                  | -           | -           | -           | 13     | 2      |
| gen.-giu. 2024            | Olympiacos                | SLE                       | 3+1        | 0          | CG              | 0               | 0               | UEL+UECL           | -+0                | -+0                | -           | -           | -           | 4      | 0      |
| 2024-2025                 | Estrela Amadora           | PL                        | 26         | 2          | TP+TL           | 0               | 0               | -                  | -                  | -                  | -           | -           | -           | 26     | 2      |
| Totale carriera           | Totale carriera           | Totale carriera           | 151        | 20         |                 | 21              | 5               |                    | 16                 | 2                  |             | 1           | 1           | 189    | 28     |

### Cronologia presenze e reti in nazionale
| Cronologia completa delle presenze e delle reti in nazionale ― Capo Verde | Cronologia completa delle presenze e delle reti in nazionale ― Capo Verde | Cronologia completa delle presenze e delle reti in nazionale ― Capo Verde | Cronologia completa delle presenze e delle reti in nazionale ― Capo Verde | Cronologia completa delle presenze e delle reti in nazionale ― Capo Verde | Cronologia completa delle presenze e delle reti in nazionale ― Capo Verde | Cronologia completa delle presenze e delle reti in nazionale ― Capo Verde | Cronologia completa delle presenze e delle reti in nazionale ― Capo Verde |
| Data                                                                      | Città                                                                     | In casa                                                                   | Risultato                                                                 | Ospiti                                                                    | Competizione                                                              | Reti                                                                      | Note                                                                      |
| ------------------------------------------------------------------------- | ------------------------------------------------------------------------- | ------------------------------------------------------------------------- | ------------------------------------------------------------------------- | ------------------------------------------------------------------------- | ------------------------------------------------------------------------- | ------------------------------------------------------------------------- | ------------------------------------------------------------------------- |
| 28-3-2017                                                                 | Hesperange                                                                | Lussemburgo                                                               | 0 – 2                                                                     | Capo Verde                                                                | Amichevole                                                                | -                                                                         | 85’                                                                       |
| 23-3-2022                                                                 | Orléans                                                                   | Guadalupa                                                                 | 0 – 2                                                                     | Capo Verde                                                                | Amichevole                                                                | 1                                                                         | 62’                                                                       |
| 25-3-2022                                                                 | San Pedro del Pinatar                                                     | Liechtenstein                                                             | 0 – 6                                                                     | Capo Verde                                                                | Amichevole                                                                | -                                                                         | 56’                                                                       |
| 3-6-2022                                                                  | Marrakech                                                                 | Burkina Faso                                                              | 2 – 0                                                                     | Capo Verde                                                                | Qual. Coppa d'Africa 2023                                                 | -                                                                         | 65’                                                                       |
| 7-6-2022                                                                  | Marrakech                                                                 | Capo Verde                                                                | 2 – 0                                                                     | Togo                                                                      | Qual. Coppa d'Africa 2023                                                 | -                                                                         | 63’                                                                       |
| 24-3-2023                                                                 | Praia                                                                     | Capo Verde                                                                | 2 – 0                                                                     | eSwatini                                                                  | Qual. Coppa d'Africa 2023                                                 | -                                                                         | 46’                                                                       |
| 14-1-2024                                                                 | Abidjan                                                                   | Ghana                                                                     | 1 – 2                                                                     | Capo Verde                                                                | Coppa d'Africa 2023 - 1º turno                                            | -                                                                         | 84’                                                                       |
| 19-1-2024                                                                 | Abidjan                                                                   | Capo Verde                                                                | 3 – 0                                                                     | Mozambico                                                                 | Coppa d'Africa 2023 - 1º turno                                            | -                                                                         | 61’ 75’                                                                   |
| 29-1-2024                                                                 | Abidjan                                                                   | Capo Verde                                                                | 1 – 0                                                                     | Mauritania                                                                | Coppa d'Africa 2023 - Ottavi di finale                                    | -                                                                         | 85’                                                                       |
| 3-2-2024                                                                  | Yamoussoukro                                                              | Capo Verde                                                                | 0 – 0 dts (1 – 2 dtr)                                                     | Sudafrica                                                                 | Coppa d'Africa 2023 - Quarti di finale                                    | -                                                                         | 87’                                                                       |
| 21-3-2024                                                                 | Gedda                                                                     | Capo Verde                                                                | 1 – 0                                                                     | Guyana                                                                    | Amichevole                                                                | -                                                                         | 68’                                                                       |
| 25-3-2024                                                                 | Gedda                                                                     | Capo Verde                                                                | 1 – 0                                                                     | Guinea Equatoriale                                                        | Amichevole                                                                | 1                                                                         | 78’                                                                       |
| 8-6-2024                                                                  | Douala                                                                    | Camerun                                                                   | 4 – 1                                                                     | Capo Verde                                                                | Qual. Mondiali 2026                                                       | -                                                                         | 62’                                                                       |
| 11-6-2024                                                                 | Praia                                                                     | Capo Verde                                                                | 1 – 0                                                                     | Libia                                                                     | Qual. Mondiali 2026                                                       | -                                                                         | 77’                                                                       |
| 10-10-2024                                                                | Praia                                                                     | Capo Verde                                                                | 0 – 1                                                                     | Botswana                                                                  | Qual. Coppa d'Africa 2025                                                 | -                                                                         | 60’                                                                       |
| 15-10-2024                                                                | Francistown                                                               | Botswana                                                                  | 1 – 0                                                                     | Capo Verde                                                                | Qual. Coppa d'Africa 2025                                                 | -                                                                         | 75’                                                                       |
| 15-11-2024                                                                | Praia                                                                     | Capo Verde                                                                | 1 – 1                                                                     | Egitto                                                                    | Qual. Coppa d'Africa 2025                                                 | -                                                                         | 72’                                                                       |
| 19-11-2024                                                                | Nouakchott                                                                | Mauritania                                                                | 1 – 0                                                                     | Capo Verde                                                                | Qual. Coppa d'Africa 2025                                                 | -                                                                         | 46’                                                                       |
| 20-3-2025                                                                 | Praia                                                                     | Capo Verde                                                                | 1 – 0                                                                     | Mauritius                                                                 | Qual. Mondiali 2026                                                       | -                                                                         | 77’                                                                       |
| 25-3-2025                                                                 | Luanda                                                                    | Angola                                                                    | 1 – 2                                                                     | Capo Verde                                                                | Qual. Mondiali 2026                                                       | -                                                                         | 61’                                                                       |
| 29-5-2025                                                                 | Kuala Lumpur                                                              | Malaysia                                                                  | 1 – 1                                                                     | Capo Verde                                                                | Amichevole                                                                | -                                                                         | 65’                                                                       |
| 8-6-2025                                                                  | Kutaisi                                                                   | Georgia                                                                   | 1 – 1                                                                     | Capo Verde                                                                | Amichevole                                                                | -                                                                         | 59’                                                                       |
| Totale                                                                    |                                                                           | Presenze                                                                  | 22                                                                        |                                                                           | Reti                                                                      | 2                                                                         |                                                                           |

## Palmarès

### Club

#### Competizioni nazionali
- Coppa di Lega portoghese: 3

Sporting Lisbona: 2018-2019, 2020-2021, 2021-2022
- Coppa del Portogallo: 1

Sporting Lisbona: 2018-2019
- Campionato portoghese: 1

Sporting Lisbona: 2020-2021
- Supercoppa di Portogallo: 1

Sporting Lisbona: 2021

#### Competizioni internazionali
- UEFA Conference League: 1

Olympiakos: 2023-2024